# جورج كوش (لاعب كرة قدم أمريكية)
جورج كوش (بالإنجليزية: George Koch) هو لاعب كرة قدم أمريكية أمريكي، ولد في 2 يوليو 1919 في تمبل في الولايات المتحدة، وتوفي بنفس المكان في 5 سبتمبر 1966.

## وصلات خارجية
- جورج كوش على موقع مرجع كرة القدم المحترفة.كوم (الإنجليزية)
- جورج كوش على موقع JustSportsStats.com (الإنجليزية)